# Jacek Maria Stokłosa
Jacek Maria Stokłosa (ur. 2 lipca 1944 w Krakowie) – polski grafik i fotografik, zajmujący się również grafiką użytkową i wystawiennictwem.

## Życiorys
Studiował na Wydziałach Form Przemysłowych i Grafiki Akademii Sztuk Pięknych w Krakowie (dyplom na Wydziale Grafiki, 1972). Związany ze środowiskiem krakowskiej Galerii Krzysztofory i warszawskiej Galerii Foksal. Począwszy od spektaklu Wariat i zakonnica w 1963 przez wiele lat występował jako aktor w teatrze Cricot 2 Tadeusza Kantora. Uczestniczył w licznych wędrówkach teatru, dokumentował pracę jego twórcy (zbiór fotografii z lat 1963–1990 stanowi zapis sztuki), a także prywatności Tadeusza Kantora. W 1967, wspólnie z Lesławem Janickim i Wacławem Janickim, założył Drugą Grupę.
Wykładowca na Wydziale Grafiki ASP w Krakowie (fotografia cyfrowa i przetwarzanie komputerowe), członek i późniejszy prezes oddziału krakowskiego Związku Polskich Artystów Plastyków przez dwie kadencje (1996-2002). Radny Dzielnicy V miasta Krakowa przez trzy kadencje (1992–2002). Od 2002 aż do swojej emerytury w 2013 pełni funkcję Głównego Plastyka Miasta Krakowa.
Członek Związku Polskich Artystów Fotografików - członek Zarządu Okręgu. Członek Towarzystwa Przetwarzania Obrazów; zasiada również w jury konkursu szopek krakowskich.